# Malabon
Malabon è una città componente delle Filippine, ubicata nella Regione Capitale Nazionale.
Malabon è formata da 21 baranggay:
- Acacia
- Baritan
- Bayan-bayanan
- Catmon
- Concepcion (Concezione)
- Dampalit
- Flores (Fiori)
- Hulong Duhat (Fonte di Palma Nera)
- Ibaba (Inferiore)
- Longos
- Maysilo

- Muzon
- Niugan (Posto di Cocco)
- Panghulo
- Potrero
- San Agustin
- Santolan
- Tañong
- Tinajeros
- Tonsuya
- Tugatog (Picco)